# Ladislav Kubík
Ladislav Kubík (26. srpna 1946 – 27. října 2017) byl česko-americký hudební skladatel, jehož styl je spojován s dalšími poválečnými východoevropskými skladateli jako Krzysztof Penderecki a Witold Lutosławski.
Vystudoval skladbu na Akademii múzických umění v Praze. Od roku 1971 pracoval v Československém rozhlase, působil také na Katedře hudební vědy Filozofické fakulty Univerzity Karlovy. Od roku 1991 byl profesorem na Vysoké škole hudby Floridské státní univerzity v Tallahassee.